# Сотворение Адама
«Сотворение Адама» (итал. La creazione di Adamo) — фреска Микеланджело, написанная около 1511 года.

## Описание картины
Фреска является четвёртой из девяти центральных композиций потолка Сикстинской капеллы, посвящённых девяти сюжетам книги Бытия. Фреска иллюстрирует эпизод: 

И сотворил Бог человека по образу Своему
— Быт. 1:27

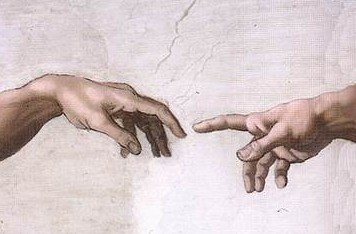
Деталь

«Сотворение Адама» — одна из самых выдающихся композиций росписи Сикстинской капеллы. В бесконечном пространстве летит Бог-Отец, окружённый бескрылыми ангелами, с реющей белой туникой. Правая рука вытянута навстречу руке Адама и почти касается её (см. «Рука Творца»). Лежащее на зелёной скале тело Адама постепенно приходит в движение, пробуждается к жизни. Вся композиция сконцентрирована на жесте двух рук. Рука Бога даёт импульс, а рука Адама принимает его, давая всему телу жизненную энергию. Тем, что их руки не соприкасаются, Микеланджело подчеркнул невозможность соединения божественного и человеческого. В образе Бога, по замыслу художника, преобладает не чудесное начало, а гигантская творческая энергия. В образе Адама Микеланджело воспевает силу и красоту человеческого тела. Фактически, перед нами предстаёт не само сотворение человека, а момент, в который тот получает душу, страстное искание божественного, жажду познания.

## Анализ
Было выдвинуто несколько гипотез о значении весьма оригинальной композиции «Сотворение Адама», многие из которых брали за отправную точку хорошо задокументированные знания Микеланджело в области анатомии человека.

### Изображение человеческого мозга
У Микеланджело был хорошо документированный опыт работы в анатомии человека. Американский врач Фрэнк Мешбергер (англ. Frank Meshberger) из г. Андерсон (Индиана) в 1990 году обнаружил, как отмечается в журнале Американской медицинской ассоциации, что на фреске «Сотворение Адама» в изображении Бога на самом деле зашифровано анатомически точное строение человеческого мозга.
При близком рассмотрении границы группы сущностей вокруг Бога в картине соотносятся с основными бороздами в головном мозге во внутренней и внешней поверхности мозга, ствола мозга, в лобной доле, базилярной артерии, в гипофизе, и зрительного перекрёста.

### Изображение процесса рождения
С другой стороны, было замечено, что красная ткань вокруг Бога имеет форму человеческой матки (один историк искусства назвал её «маточной мантией») и что свисающий шарф зелёного цвета может быть недавно разрезанной пуповиной. Группа итальянских исследователей опубликовала в Mayo Clinic Proceedings статью, в которой изображения мантии и послеродовой матки совпадали. Согласно Энрико Брускини (2004), «это интересная гипотеза, которая представляет сцену Творения как идеализированное представление физического рождения человека („Сотворение мира“). Она объясняет пупок, который появляется у Адама, что сначала сбивает с толку, потому что он был создан, а не рождён женщиной».

### Изображение женского тела
Земля, на которой лежит Адам, выполнена в форме женского тела.

### Изображение ребра Евы
Кроме того, Дейвис Кампос в журнале «Клиническая анатомия» отмечает, что левая сторона туловища Адама содержит дополнительное скрытое ребро. Глубокие познания Микеланджело в анатомии человека позволяют предположить, что этот контур ребра является преднамеренным и представляет собой ребро Евы.

Кампос предполагает, что это дополнительное ребро было способом Микеланджело изобразить Адама и Еву, сотворённых бок о бок, что отличается от католической традиции, согласно которой Ева была создана после Адама. Существуют убедительные доказательства того, что Микеланджело радикально не соглашался со многими католическими традициями и имел непростые отношения с заказчиком росписи папой Юлием II. Таким образом, по предположению Кампоса, лишнее ребро было преднамеренным способом унизить папу Юлия II и католическую церковь, не подставляясь под удар, поскольку очень немногие люди в то время знали что-либо о человеческой анатомии и могли оспорить эту часть.